# Marbrite

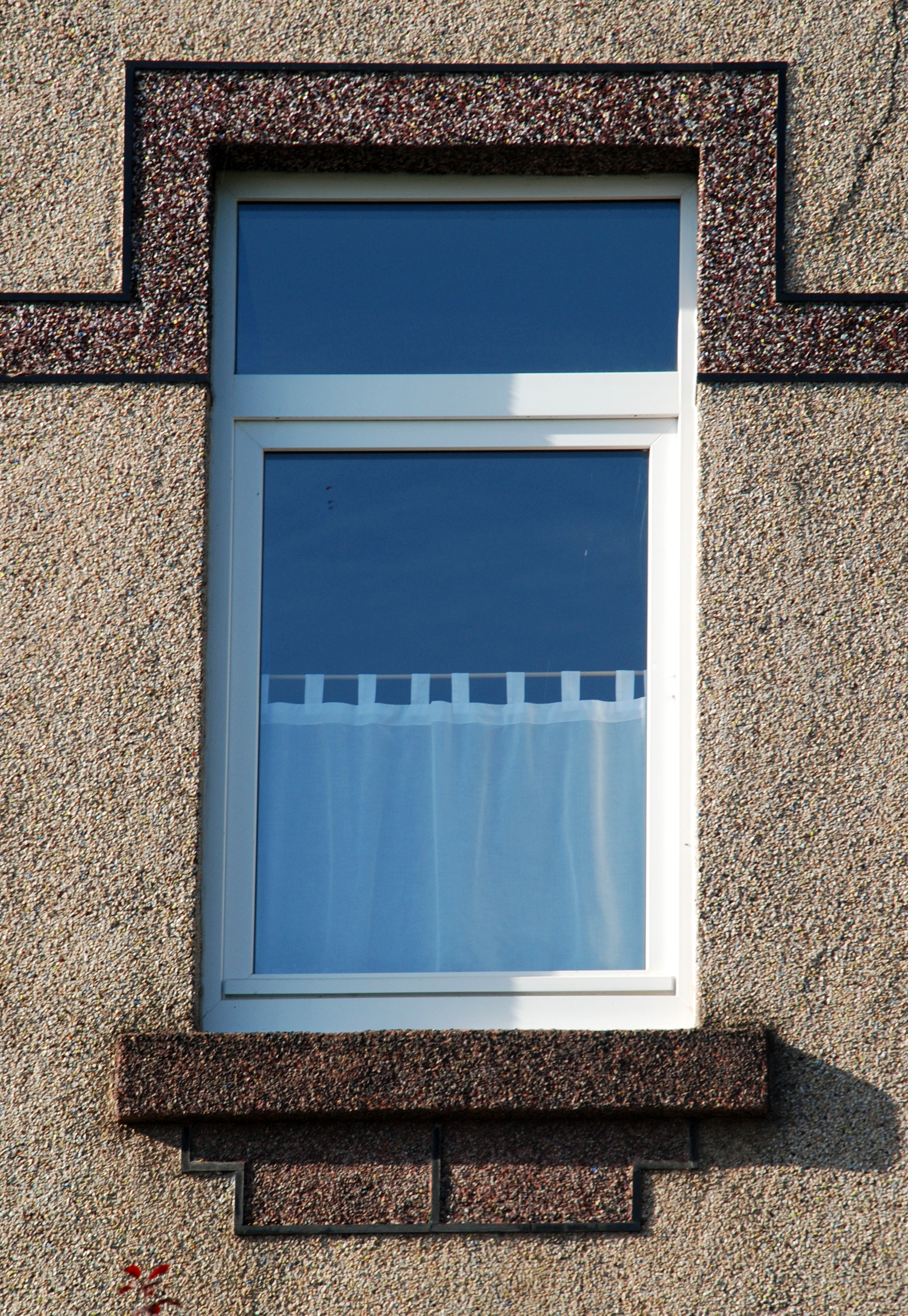
Fenêtre avec décoration en cimorné rose encadré de lattes en marbrite.

La marbrite est un verre opacifié et coloré dans la masse, qui imite le marbre.

## Historique
La marbrite fut inventée par le maître-verrier belge Arthur Brancart durant la Première Guerre mondiale et produite en masse après celle-ci par les verreries de Fauquez en Brabant wallon.
Elle connut un grand succès dans l'architecture Art déco en Belgique durant les années 1920 et 1930 jusqu'au décès de Brancart en 1934.
Le plus bel exemple d'utilisation de la marbrite est la chapelle Sainte-Lutgarde de Fauquez (surnommée la « Chapelle de verre »), construite en 1929 pour ses ouvriers par Arthur Brancart, alors patron des verreries de Fauquez,.
La valorisation des déchets de marbrite (qui représentaient près de 30 % de la production de marbrite) donna naissance au cimorné (ciment orné) qui fut abondamment utilisé dans les années 1930 dans les petites villes de province en Belgique pour réaliser des revêtements de façade brillants et colorés.